# Felix Hoffmann

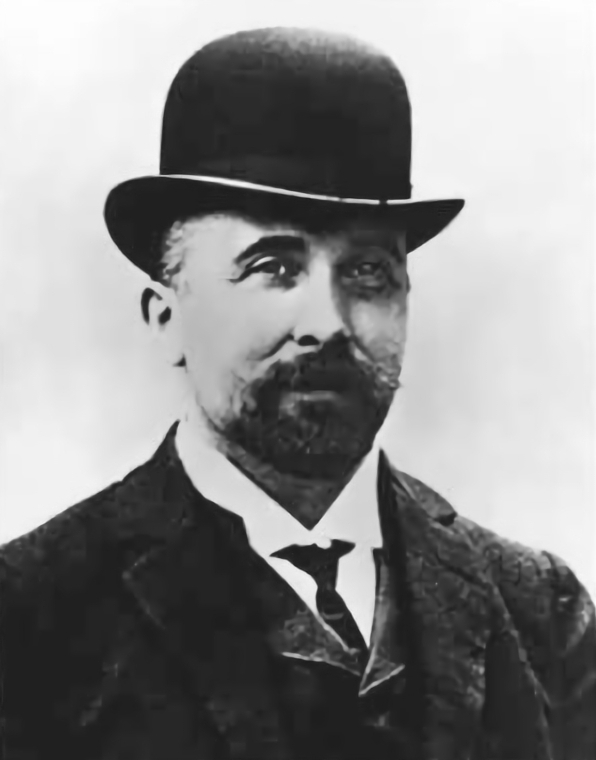
Felix Hoffmann

Felix Hoffmann (21.1.1868 – 8.2.1946) là một nhà hóa học người Đức, người đầu tiên đã tổng hợp các dạng dược phẩm có ích của heroin và aspirin.
Ông sinh tại Ludwigsburg và học ngành hóa học ở München. Năm 1894, ông vào làm việc trong một cơ sở nghiên cứu dược của Công ty dược phẩm Bayer ở Elberfeld.
Ông nổi tiếng vì đã tổng hợp được axít acetylsalicylic (ASA) ngày 10.8.1897, dường như đây là lần đầu tiên ở dạng ổn định có thể sử dụng để sản xuất thuốc. Công ty Bayer đã tung ra thuốc này ra thị trường dưới tên Aspirin. Tuy nhiên, đã có sự tranh cãi.
Năm 1949, Arthur Eichengrün đăng một bài báo, trong đó ông tự nhận là người lập kế hoạch và điều khiển việc tổng hợp Aspirin cùng tổng hợp nhiều hợp chất liên quan khác. Ông cũng tự nhận mình là người chịu trách nhiệm thử lâm sàng bí mật đầu tiên thuốc Aspirin. Cuối cùng, ông cho biết vai trò của Hoffmann chỉ giới hạn ở việc tổng hợp ban đầu trong phòng thí nghiệm, dùng phương pháp tiến hành của ông (Eichengrün), ngoài ra Hoffmann không làm thêm điều gì khác.
Lời tường thuật của Eichengrün không được các sử gia và các nhà hóa học công nhận cho tới năm 1999, khi Walter Sneader của Phân ban Khoa học dược phẩm ở Đại học Strathclyde tại Glasgow xem xét lại trường hợp này và đi dến kết luận là quả thực lời tường thuật của Eichengrün có sức thuyết phục và chính xác, và rằng Eichengrün đáng tin là người đã phát minh ra Aspirin. Công ty Bayer lập tức phủ nhận thuyết này trong một cuộc họp báo, tự nhận là việc phát minh ra Aspirin là do Hoffmann.
Cho tới năm 2004, vụ tranh cãi này vẫn bỏ ngỏ: trong khi luận thuyết của Sneader được nói tới nhiều, vẫn không có nguồn độc lập thứ hai nào xác minh cho lời giải thích của bên này hoặc bên kia.
Cả hai chất nói trên đều được tổng hợp sớm hơn, nhưng không ở dạng có thể sử dụng cho dược phẩm. ASA đã được Charles Frédéric Gerhardt, một người Pháp tổng hợp đầu tiên vào năm 1853, và diacetylmorphine (tức là heroin) do C.R. Alder Wright, một nhà hóa học người Anh tổng hợp vào năm 1873.
Tiếp theo việc tổng hợp aspirin, Hoffmann chuyển sang làm việc ở phân ban tiếp thị dược phẩm của Công ty Bayer, cho tới khi nghỉ hưu năm 1928.
Năm 2002, ông được đưa vào US National Inventors Hall of Fame (nơi vinh danh các nhà phát minh quốc gia Hoa Kỳ).